# Yo-ka
Yo-ka (よーか) (Fukushima - 31 de dezembro de 1987) é um compositor e vocalista japonês conhecido por fazer parte da banda de visual kei Diaura.

## Carreira
Yo-ka e Yuu se conheceram em Tóquio e formaram a banda Marely, que acabou em pouco tempo de existência. Depois, O guitarrista Kei chamou Yo-ka para participar de sua banda Valluna, que também acabou rapidamente. E então, Yo-ka, Yuu e Kei encontraram o baixista Shoya e começaram a banda Diaura, ativa desde 2010 até hoje.
Em Diaura, ele escreve todas as letras.
Seu último lançamento foi o single "Hydra", em abril de 2020.

## Vida pessoal
Nasceu em uma pequena vila rural em Fukushima e possui um irmão mais velho. Frequentou uma escola privada cristã, onde foi alvo de bullying.